# Tilman Günther (Musiker)
Tilman Günther (* 13. Januar 1962) ist ein deutscher Jazzmusiker (Piano).

## Wirken
Günther, der aus Müllheim stammt, studierte in München und trat zunächst mit Rundfunkproduktionen und Vertonungen von Multimediashows hervor. Er spielte mit Thomas Heidepriem, Zipflo Reinhardt (From Time to Time), Rainer Pusch und Stafford James. Mit Florian Döling und Mark Bachschmidt bildete er das Trio Quite Now (CD Inside the Waltz 1994). Mit Francis Fellinger und Roland Franz spielte er im Middle Jazz Trio (gleichnamiges Album). Er leitete ein eigenes Trio mit Peter Bockius bzw. Jean-Luc Miotti am Bass und Mark Bachschmidt bzw. Frank Bockius am Schlagzeug, das auch Solisten wie Tony Lakatos, Leszek Zadlo oder John Schröder begleitete. 2023 spielte er im Duo mit Florian Döling. Er ist auch auf Alben mit Florian Döling, Carla Cook, Peter Bockius, Shane Brady, Dominik Schürmann und Tom Timmler zu hören.

## Lexikalischer Eintrag
- Jürgen Wölfer: Jazz in Deutschland. Das Lexikon. Alle Musiker und Plattenfirmen von 1920 bis heute. Hannibal Verlag, St. Höfen 2008